# Podróż apostolska Jana Pawła II na Litwę, Łotwę i do Estonii

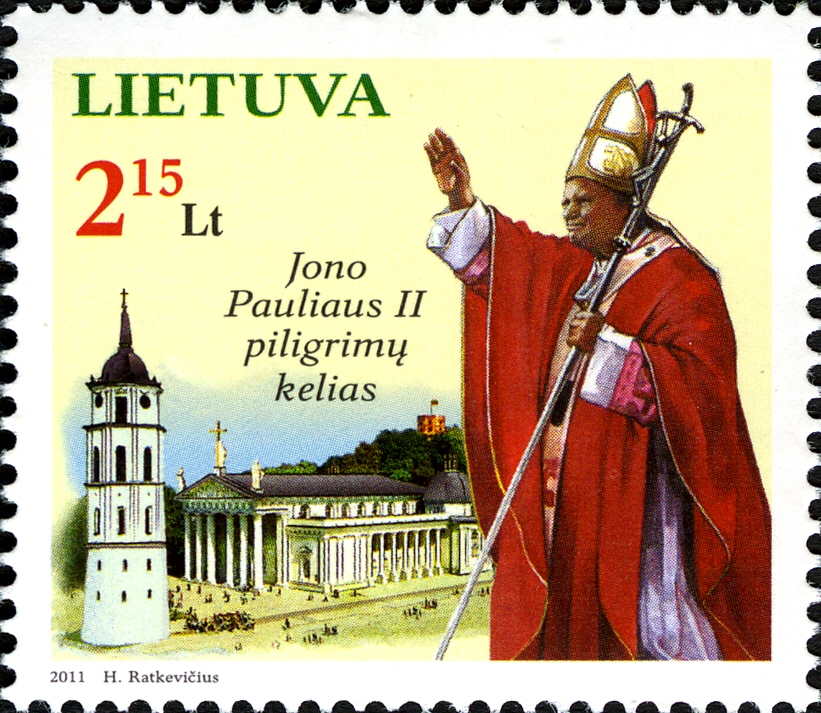
Litewski znaczek upamiętniający wizytę papieską

61. podróż apostolska Jana Pawła II odbyła się w dniach 4–10 września 1993 roku. Papież odwiedził Litwę, Łotwę oraz Estonię.

## Przebieg pielgrzymki
4 września 1993
- powitanie na lotnisku w Wilnie
- przemowa papieża skierowana do księży, zakonników, zakonnic i kleryków przy grobie św. Kazimierza w bazylice archikatedralnej św. Stanisława Biskupa i św. Władysława w Wilnie
- różaniec w kaplicy w Ostrej Bramie przed obrazem Matki Boskiej Ostrobramskiej w Wilnie

5 września 1993
- spotkanie ekumeniczne w nuncjaturze apostolskiej w Wilnie
- modlitwa na grobami poległych w walkach z wojskami sowieckimi pod wieżą telewizyjną oraz poległych w obronie posterunku granicznego w Miednikach Królewskich w 1991 roku na cmentarzu na Antokolu w Wilnie
- msza w parku Vingis oraz chrzest dziesięciorga młodych osób
- spotkanie z korpusem dyplomatycznym w nuncjaturze apostolskiej w Wilnie
- spotkanie z przedstawicielami świata nauki i kultury w kościele św. Jana Chrzciciela i św. Jana Apostoła i Ewangelisty w Wilnie
- spotkanie się z Polakami na Litwie w kościele Świętego Ducha w Wilnie

6 września 1993
- msza w Kownie
- spotkanie z Konferencją Episkopatu Litwy w siedzibie arcybiskupa w Kownie
- spotkania z młodzieżą na stadionie im. Dariusa i Girėnasa w Kownie

7 września 1993
- msza na Górze Krzyży
- osobista modlitwa w kaplicy Objawienia w kościele Narodzenia Najświętszej Maryi Panny w Szydłowie
- liturgia słowa w sanktuarium maryjnym Narodzenia Najświętszej Maryi Panny w Szydłowie
- pozdrowienie wiernych przed nuncjaturą apostolską w Wilnie

8 września 1993
- pożegnanie na lotnisku w Wilnie
- powitanie na lotnisku w Rydze
- przywrócenie kultu św. Meinarda w katedrze św. Jakuba w Rydze
- wizyta u prezydenta Guntisa Ulmanisa spotkanie z członkami rządu i korpusem dyplomatycznym w Rydze
- liturgia słowa i spotkanie ekumeniczne w katedrze protestanckiej przy grobie św. Meinarda w Rydze
- msza w leśnym parku w Rydze

9 września 1993
- msza w bazylice Wniebowzięcia Najświętszej Maryi Panny w Agłonie
- modlitwa przy grobie kardynała Julijansa Vaivodsa
- spotkanie ze pracownikami naukowymi w Aula Magna Uniwersytetu Łotwy w Rydze
- spotkanie z biskupami i kardynałami łotewskimi

10 września 1993
- pożegnanie na lotnisku w Rydze
- powitanie na lotnisku w Tallinnie
- spotkanie ze wspólnotą katolicką w katedrze Świętych Apostołów Piotra i Pawła w Tallinnie
- modlitwa przy tablicy upamiętniającej katolickiego biskupa Tallinna Eduarda Profittlicha
- nabożeństwo ekumeniczne w kościele św. Mikołaja w Tallinnie
- spotkanie z prezydentem Estonii Lennartem Meri w Tallinnie
- przekazanie orędzia skierowanego do świata kultury Estonii
- msza na placu Ratuszowym w Tallinnie
- pożegnanie na lotnisku w Tallinnie